# لیزر فیبری
لیزر فیبری نوعی لیزر حالت جامد است که ناحیه فعال آن (هسته‌ی) فیبر نوری آغشته به
عنصرهای خاکی کمیاب مانند اربیم، ایتربیم، نئودیمیم، دیسپروزیم، پرازئودیمیم، تولیم و هولمیم می‌باشد. این عناصر مربوط به تقویت‌کننده فیبری هستند که عمل تقویت نور را بدون نیاز به تولید پرتو لیزر انجام می‌دهند. همچنین اثرات غیرخطی در
فیبرنوری مانند پراکندگی رامان القایی یا ترکیب چهارموج، می‌توانند به‌عنوان ماده فعال برای لیزر فیبری، بهره تولید کنند.

## مزایا و کاربردها

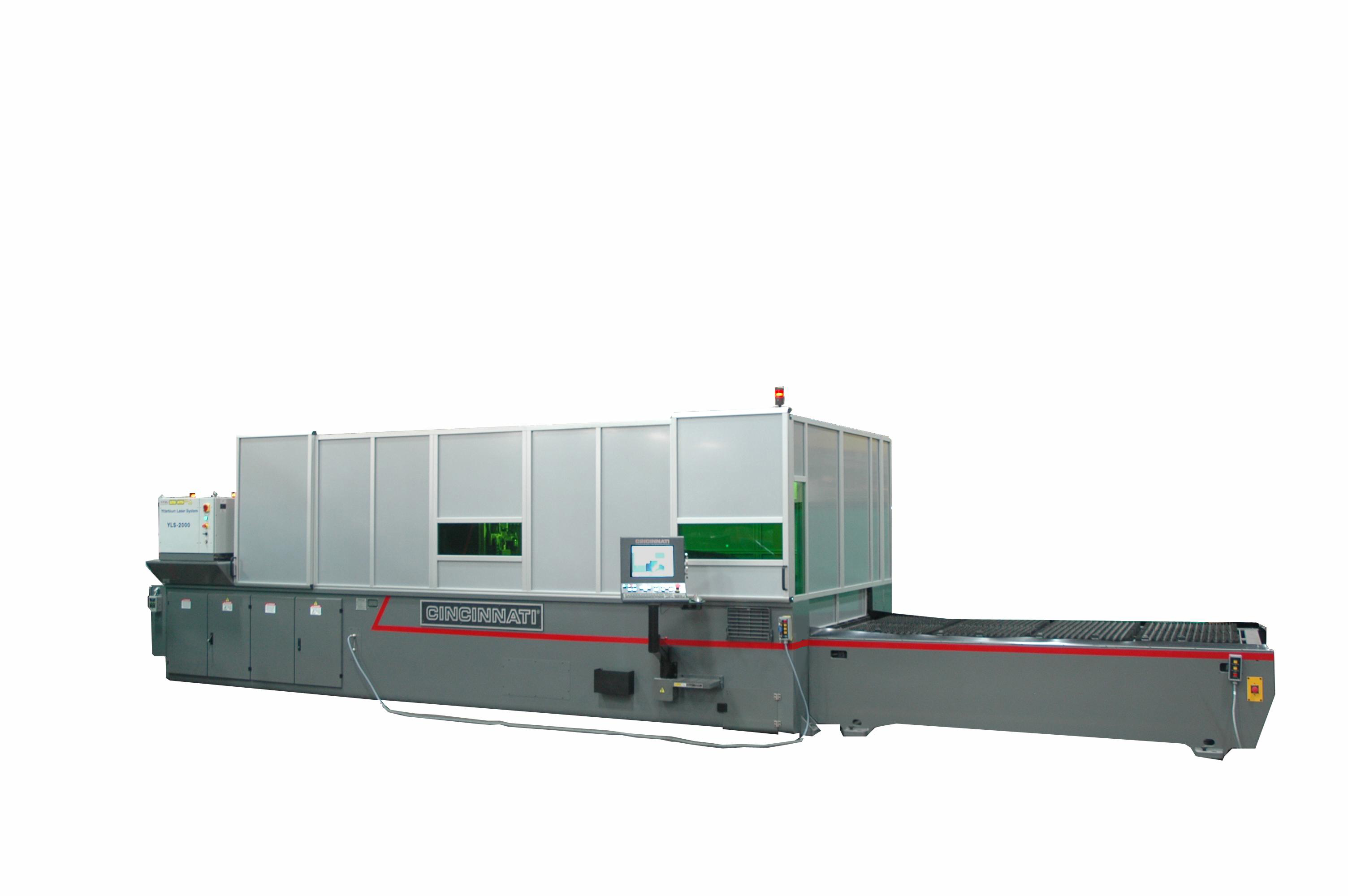
ماشین برش لیزری با 2 کیلو وات مستمر موج لیزر فیبر

مزایای استفاده از لیزر فیبری بر انواع دیگر لیزر عبارتند از:
- انعطاف‌پذیری فیبر نوری: انعطاف‌پذیری فیبر نوری به ما امکان انتقال نور را به قطعات متحرک همگراکننده می‌دهد. این مسئله برای برش لیزری، جوشکاری لیزری و خمش فلزات و پلیمرها بسیار مهم است.
- توان خروجی بالا: ناحیه فعال لیزرهای فیبری می‌تواند طول بسیار زیادی داشته باشد که منجر به بهره اپتیکی بالایی می‌شود. همچنین نسبت سطح به حجم این لیزرها بالاست که باعث دفع آسان‌تر گرما می‌شود.
- کیفیت نوری بالا: خواص موجبر فیبر، اعوجاج حرارتی مسیر نوری را که به‌طور معمول منجر به تولید پرتو نوری با محدودیت پراکندگی محدود می‌شود، کاهش داده یا از بین می‌بردو پرتوی کیفیت بالا ایجاد می‌کند.
- فشرده‌سازی: لیزرهای فیبری در مقایسه با لیزر میله یا لیزر گازی از قدرت قابل مقایسه ای برخوردار هستند؛ زیرا فیبر می‌تواند برای صرفه جویی در فضا خم شود یا پیچ داده شود.
- قابلیت اطمینان: لیزرهای فیبری از درجه حرارت بالا و ثبات ارتعاشی، طول عمر طولانی و تعمیر و نگهداری عملیات پروژه کلید در دست برخوردار است.
- پیک بالای توان و پالس‌های نانوثانیه ای علامت گذاری و حکاکی مؤثر باعث ایجاد سریعتر لبه‌هایی تمیزتر و دقیق تر می‌شود.
- قیمت پایین‌تر هزینه مالکیت
- لیزرهای فیبری در حال حاضر برای ساخت دستگاه‌های با سطح صوتی سطح بالا موج‌های آکوستیک سطحی استفاده می‌شوند. اینگونه لیزرها در مقایسه با تکنولوژی لیزر حالت جامد دارای تولید بیشتر و هزینه مالکیت کمتر می‌باشند.[۱]

لیزر فیبری همچنین می‌تواند به ابزار ماشین که شامل رزونانس فیبر است گفته شود.
کابردهای لیزر فیبری شامل پردازش مواد (مارک، حکاکی، برش)، مخابرات، ارتباطات مخابراتی، طیف‌بینی، طیف‌سنجی پزشکی، جنگ‌افزار انرژی هدایت شده، کارگردانی سلاح‌های انرژی می‌باشد.

## طراحی و ساخت
برخلاف سایر انواع لیزرها، لیزر فیبری با روش جوش فیبر نوری کاواک اپتیکی به بقیه قسمت‌های فیبر، به‌صورت یکپارچه ساخته می‌شود. توری براگ فیبری جایگزین مرسوم آینه‌های دی الکتریک برای فراهم کردن فیدبک نوری شده‌است. نوع دیگری از کارکرد حالت طولی یک لیزر، لیزرهای بازخورد توزیعی که در آن که جابجایی فازی بر روی شبکه‌های همپوشانی محیط افزایش می‌یابد. لیزرهای فیبری توسط لیزرهای دیودی یا سایر لیزرها پمپ می‌شوند، لیزرهای فیبر پالسی ارائه دهنده یک جایگزین فشرده و الکتریکی برای فناوری هستند.

### فیبر دولایه
بسیاری از لیزرهای فیبری توان بالا برپایه فیبر دو لایه است. هسته فیبر محیط فعال لیزر است که توسط دو لایه روکش احاطه شده‌است. پرتو تک‌مد لیزر در هسته فیبر منتشر می‌شود، در حالی که پرتو چندمدی پمپ در لایه روکش داخلی انتشار می‌یابد. روکش بیرونی پرتو پمپ را محدود می‌کند. این آرایش باعث می‌شود که هسته با پرتو بسیار قدرت بیشتری پرتاب شود، در غیر این صورت می‌تواند در آن پخش شود و و نور پمپ را با روشنایی نسبتاً کم به یک سیگنال بسیار روشن‌تر تبدیل می‌کند. در نتیجه، لیزرها وتقویت کننده‌های فیبری گاهی به عنوان «مبدل‌های روشنایی» نامیده می‌شوند.
طراحی شکل فیبر دو لایه مسئله مهمی است؛ به‌نظر می‌رسد فیبر با تقارن دایره ای بدترین نوع طراحی است. طراحی باید به‌گونه‌ای باشد که هسته فیبر به اندازه کافی کوچک باشد تا بتواند تعداد کمی مد (یا تنها یک مد) انتقال دهد. به همین دلیل باید روکش‌های کافی برای محدود ساختن بخش هسته و پمپ نوری را بر یک قطعه نسبتاً کوتاه از فیبر فراهم کرد.

### مقیاس قدرت

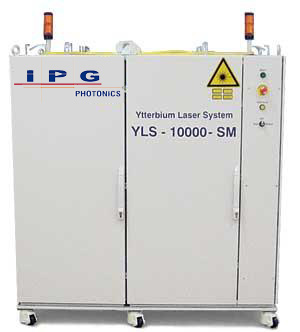
10,000 W SM لیزر

پیشرفت‌های اخیر در تکنولوژی لیزر فیبری منجر به افزایش سریع در قدرت پرتوهای پراش-محدود از لیزرهای حالت جامد دیود پمپی، شده‌است.
با معرفی الیاف بزرگ منطقه حالت پیشرفت‌های مداوم در دیودهای با قدرت بالا و روشنایی، موج‌های تک نفوذ حالت پیوسته از لیزر فیبرهای با افزایش ۱۰۰ وات در سال ۲۰۰۱ به ۲۰ افزایش یافته‌است. لیزرهای تک کاره تجاری به توان ۱۰ کیلووات رسیده‌اند. در سال۲۰۱۴ یک لیزر فیبر ترکیبی با قدرت ۳۰ کیلو وات نمایش داده شد.

### قفل مودی

#### قفل مودی پسیو
چرخش قطبی غیر خطی
وقتی نوری که قطبی شده به قطعه ای از فیبر ضعیف دوطرفه دوشکستی می‌رسد، نور در فیبر دچار قطبش می‌شود. همانطورکه تغییرقطبیدگی ایجادشده بااثر نور کربه شدت نور وابسته است، اگر قطبشگر در پشت فیبر قرار گیرد، میزان نور انتقالی از طریق پلاریزایز بشدت به نور وابسته است. در چنین سیستمی با انتخاب مناسب جهت قطبش یا طول فیبر، اثر جذب اشباع شده با پاسخ فوق‌العاده سریع می‌تواند بدست آید که در آن نور با شدت بیشتر جذب کمتری در قطبشگر دارد.
تکنیک NPR از این جذب اشباع مصنوعی برای دستیابی به قفل حالت منفعل در لیزر فیبری استفاده می‌کند. . [۱۲]وقتی که یک پالس حالت قفل شده شکل می‌گیرد، غیرخطی بودن فیبر پالس را به صورت یک نوری سالیتون شکل می‌دهد و عملیات سلولیت فوق نازک در لیزر به دست می‌آید. عملیات سالیتون تقریباً یک ویژگی عمومی از لیزر فیبر است که توسط این تکنیک قفل شده‌است و مورد بررسی قرار گرفته‌است.

##### نیمه هادی اشباع جاذب آینه (SESAMs)
از گیرنده‌های اشباع نیمه هادی برای لیزر قفل مودی در اوایل سال ۱۹۷۴ استفاده می‌شد، زمانی که ژرمانیوم نوع p برای حالت قفل یک لیزر کربن دی‌اکسید استفاده می‌شود پالس ~ ۵۰۰ پیکوثانیه تولید می‌شود. مدرن، یک چاه کوانتومی نیمه هادی (SQW)یا چندین چاه کوانتومی است که بر روی بازتابنده‌های برگر (IBR) توزیع شده نیمه هادی‌ها رشد می‌کند.
یکی دیگر از روش‌های قفل مودی، حفره‌اتصال است، دراین روش که با لیزر APM متفاوت است، برای کوتاه شدن پالس از فاز غیر خطی کرون غیر کرانی استفاده می‌کند. RPM دارای‌دامنهٔ غیرخطی است که به خاطر اثرات پر شدن رسوب رزونانس نیمه هادی‌ها ارائه می‌شود، بعلت سادگی ذاتی ساختاری، SESAM به زودی به دستگاه‌های جاذب اشباع داخل حفره تبدیل می‌شود.
از آن زمان استفاده از SESAM طول مدت پالس، قدرت متوسط، انرژی پالس و فرکانس لیزرهای حالت جامد را با چندین درجه بهبود داده‌است. با این روش قدرت متوسط ۶۰وات و فرکانس تا ۱۶۰ گیگاهرتز به دست آمد. با افزودن SESAM به KLM، پالس زیر 6 fs به‌طور مستقیم از نوسانگرتیتانیوم سافایر به دست می‌آید.
یک مزیت عمده SESAM بیش از دیگر روش‌های جذب اشباع توان جذب راحتتر در طیف گسترده‌ای از مقادیراست. به عنوان مثال، شار اشباع را می‌توان با تغییر بازتابی از بازتابنده بالا کنترل کرد، در حالی که عمق مدولاسیون و زمان بازیابی را می‌توان با تغییر درجه حرارت در دمای پایین برای لایه‌های جذب کنترل کرد.
این آزادی طراحی، گسترش استفاده از SESAM را در مدل‌سازی لیزرهای فیبری که در آن عمق مدولاسیون نسبتاً بالا برای اطمینان از شروع به کار خود و ثبات عملیاتی مورد نیاز است، افزایش یافته‌است. لیزرهای فیبری که در حدود ۱ و ۱٫۵ میلی ولت کار می‌کنند، با موفقیت عمل کرده‌اند.

##### گرافن اشباع جذب
گرافن یک ورق مسطح اتم‌های کربن sp2 است که در یک شبکه کریستالی لانه زنبوری به هم متصل هستند. جذب نور از گرافن هنگامی که
شدت نور نوری از یک مقدار آستانه بالاتر باشد، می‌تواند منجر به اشباع شود.
این رفتار غیرخطی اپتیکی، جذب اشباع شده نامیده می‌شود. مقدار آستانه به عنوان غلظت اشباع نامیده می‌شود، گرافن می‌تواند به آسانی تحت اشباع شدید قرار گرفته و در محدودهٔ فوق مادون قرمز در جهت جذب نوری و فاصله باند صفر قابل مشاهده است. این امر برای حالت قفل لیزرهای فیبر بکارمی‌رود، در حالی که قابلیت تشخیص پهنای باند با استفاده از گرافن به عنوان جاذب اشباع شده بکارمی‌رود. با توجه به این خصوصیت خاص، گرافن کاربرد گسترده‌ای در فوتونیک فوق سریع دارد. علاوه بر این، در مقایسه بانانولولهٔ کربنی SWها، گرافن دارای یک ساختار ۲گانه است و باید حالت غیر اشباع بسیار کوچکتر و آستانه آسیب بسیار بالاتر باشد. خودپرداز قفل مودی وانتشار پالس پایدار با انرژی زیاد با یک جذب اشباع گرافن در یک لیزر فیبری لعابی اربیوم به دست آمده‌است.
گرافن لایه ای دارای قابلیت جذب
اشباع فوق‌العاده حساس به طول موج است که می‌تواند به عنوان حالت «تمام باند» مورد استفاده قرار گیرد. بااستفاده از لیزرفیبر نوری سالیتونی از جنس اربیم که با گرافن چندلایه قفل شده‌است، طور تجربی نشان داده شده‌است که می‌توان با تنظیم طول موج طولی به اندازه ۳۰ نانومتر (۱۶۷۰–۱۵۷۰نانومتر) سلولیت‌های بدست آورد.

#### قفل حالت فعال
قفل
حالت فعال با مدلاسیون تلفات (یا بهره) لیزرکاواکی، باسرعت تکرار معادل فرکانس یا
یک هارمونیک از آن به دست می‌آید.
درعمل، مدولاتور می‌تواند مدولاتور آکوستو اپتیک یا الکترواپتیک مدولاتور مجتمع اپتیکال ماخ-زندر یا یک مدولاتور جذب الکترونی نیمه هادی(EAM)باشد. قفل حالت فعال براساس یک مدلاسیون سینوسی است. در این موقعیت، پالس‌های اپتیکی به گونه ای شکل می‌گیرند که تلفات مدولاتور را به حداقل برساند. پیک پالس به‌طور خودکار در فاز با حداقل تلفات تنظیم می‌شود. بعلت سرعت پایین مدلاسیون سینوسی، استفاده از این روش برای تولید پالس‌های نوری ناسازگار (<۱پیکوثانیه) ساده نیست. برای بهره‌برداری پایدار، طول حفره باید دقیقاً با دوره تناوب سیگنال مدولاسیون یا مضرب صحیحی از آن منطبق باشد.
یک تکنیک قوی برای حل این مسیله بازسازی قفل حالت است یعنی بخشی از سیگنال خروجی لیزر قفل حالت تشخیص داده می‌شود و خارج از آشکارساز ضربان نت در فرکانس بالا فیلتر شده و به تقویت‌کننده فرستاده می‌شود؛ مدولاتور تلفات را در حفره لیزری می‌راند. اگر طول حفره تحت نوسانات صوتی یا انبساط حرارتی قرارگیرد، این روش هماهنگی به وجود می‌آورد.
بااستفاده از این روش، لیزرهای پایدار با حالت حالت قفل مدی به دست می‌آیند. مزیت اصلی فعال شدن حالت قفل این است که اجازه می‌دهد عملیات هماهنگ از لیزر قفل حالت به منبعفرکانس رادیویی خارجی تبدیل شود.
این کار برای ارتباط فیبر نوری بسیار مفید است زیرا همگام سازی بین سیگنال نوری و سیگنال کنترل الکترونیکی مورد نیاز است. قفل فعال می‌تواند نرخ تکرار بسیار بیشتری را نسبت به قفل حالت غیرفعال داشته باشد. امروزه لیزرهای فیبری و لیزرهای نیمه هادی‌های دیود دونوع مهم از لیزر هستند که در آن‌ها قفل کردن فعال بکارمی‌رود.

### تیره سالیتون فیبر لیزر
اولین لیزر فیبر سالیتونی dark با لیزر فیبر پراکنده Erbium-Doped با پراکندگی عادی در حفره حاصل شده‌است. در آزمایش‌های انجام شده مشخص می‌شود که در شرایط مناسب جدا از انتشار پالس روشن، لیزر فیبری هم می‌تواند پالس‌های تک یا چند تیره را منتشر کند. بر اساس شبیه‌سازی‌های عددی، شکل‌گیری پالس تیره در لیزر به عنوان یک نتیجه از شکل‌گیری سلول تاریک توضیح داده می‌شود. [۲۸]

### لیزر فیبری چندلایه
با ایجاد چند لایهٔ ناپیوسته در لیزر فیبری این نوع لیزر ایجاد می‌شود. مشخص شده‌است که با دوبرابر شدن نفوذ حفره، سه لایه دوقطبی و حلال در لیزر می‌تواند تشکیل شود. مکانیزم نسل این لیزرهارا می‌توان تضعیف سالیتونی در نظر گرفت.

## لیزر دیسک فیبری

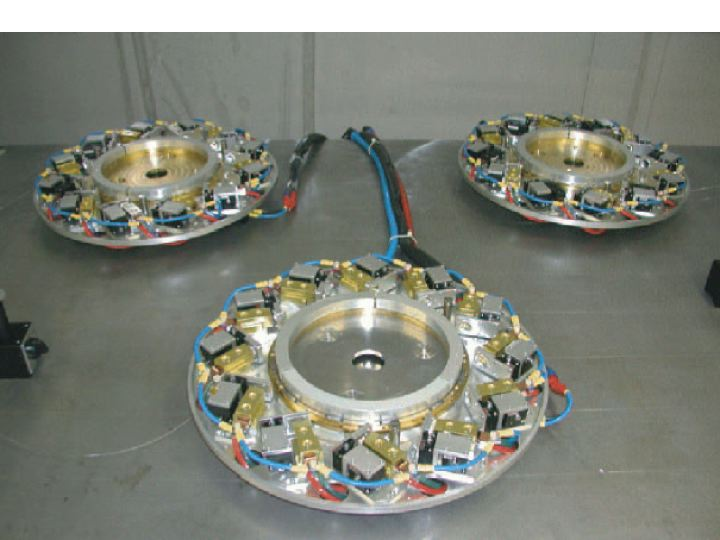
۳ لیزر دیسک فیبری

نوع دیگری از لیزر فیبری، دیسک فیبری است. در این لیزرها، پمپ باروکش فلزی محدود نشده‌است، اما به جای آن در چند زمان نور توسط هسته دریافت می‌شود زیرا هسته بر روی خودش مانند یک طناب پیچیده شده‌است. این نوع پیکربندی مناسب برای مقیاس قدرت که در آن بسیاری از منابع پمپی در اطراف سیم پیچ استفاده می‌وشند، بسیار مناسب است. لیزر دیسک فیبری نسبت به لیزرهای قدیمی دارای محافظت قوی در برابر انعکاس است. از این نوع لیزر می‌توان در جوشکاری و برشکاری‌هایی که به توان بالاتر از۱۰۰۰ وات نیاز دارند، استفاده شود.